# CHiPs
CHiPs è una serie televisiva statunitense andata in onda tra il 1977 e il 1983 sulla rete televisiva NBC. In Italia la serie è arrivata nel 1981 sulle TV locali e nel corso degli anni è stata spesso riproposta da diverse emittenti (ad esempio FX, Fox, Fox Retro e Cine Sony) ottenendo sempre un buon successo.

## Trama

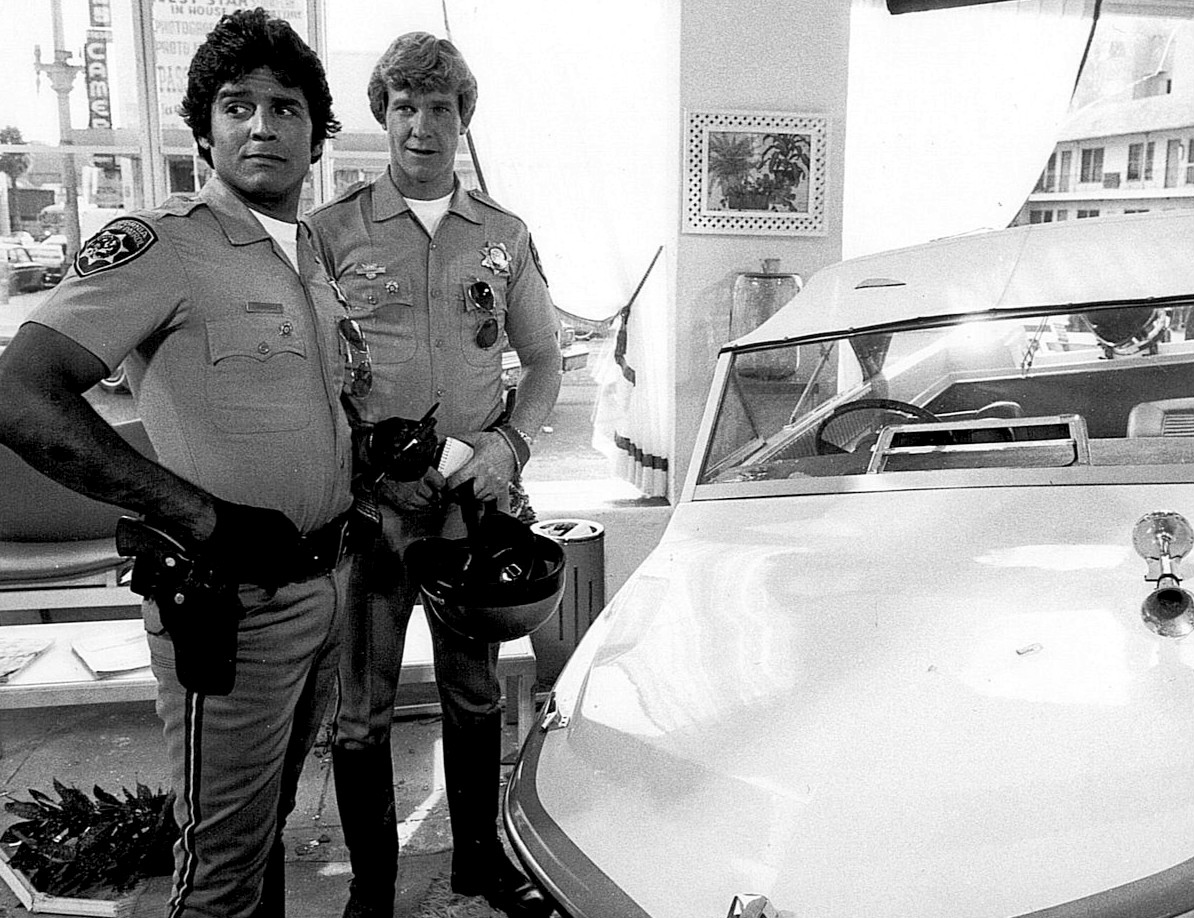
Eric Estrada e Larry Wilcox sul set della serie (1977)

La serie racconta le avventure di due agenti della California Highway Patrol (CHP), di pattuglia sulle immense Freeway di Los Angeles a bordo delle loro motociclette.
I due protagonisti sono lo spensierato Francis "Frank" Llewellyn "Ponch" Poncherello e il rilassato agente Jonathan "Jon" Andrew Baker, coordinati dal sergente Joseph Getraer, il burbero comandante del duo. I protagonisti ricordavano quelli dell'altra serie statunitense di successo Starsky & Hutch.
Gli episodi erano di solito una combinazione di poliziesco e commedia leggera. Frequenti erano gli inseguimenti e gli incidenti tra più veicoli causati da banditi in fuga.
Un episodio tipico iniziava con Ponch e Jon in pattuglia di routine o dopo essere stati assegnati ad una località come Malibu o Sunset Strip. Nella riunione alla centrale il sergente Getraer li incaricava di una particolare operazione da portare a termine. Di solito era presente anche una sotto trama scanzonata; dopo alcuni tentativi falliti di arrestare la banda che stava minacciando le autostrade di Los Angeles, l'episodio verteva invariabilmente su Ponch e Jon che conducevano una caccia ai sospettati (spesso assistiti da altri membri della loro divisione), culminando con una serie spettacolare di veicoli incidentati. La puntata terminava, come altre serie del periodo, con una scenetta leggera in cui Ponch e Jon partecipavano a una nuova attività (come lo sci d'acqua o il paracadutismo). Queste scenette erano ideate per mostrare lo stile di vita glamour della California meridionale. Spesso, Ponch tentava di impressionare una donna che aveva incontrato durante l'episodio con la sua abilità atletica, solo per fallire e fornire a Jon, Getraer e altri il pretesto per molte risate.
Dato che gli agenti della California Highway Patrol nella realtà raramente escono in pattuglia in coppia, nei primi episodi era stato detto che Poncherello era in stato di prova, con Jon assegnato come agente addestratore sul campo. Alla fine della prima stagione, questo espediente svanì mentre il pubblico era oramai abituato a vedere i due lavorare come una squadra.

## Personaggi

### Francis Llwellyn "Frank" "Ponch" Poncherello
Frank Poncherello, interpretato da Erik Estrada, "Ponch" per gli amici. Nella prima puntata, Il pilota, gli mancano pochi giorni di prova dovuti al suo comportamento troppo imprevedibile per un agente CHP: nonostante diverse volte la sua ironia causi degli episodi poco simpatici agli occhi del sergente Getraer, riesce a terminare il periodo di prova ed acquistare la fiducia del sergente anche se, al termine della puntata, il suo periodo di prova viene prolungato ulteriormente per aver involontariamente fatto uscire di strada la moglie di un personaggio influente. In questo modo gli sceneggiatori risolvono il problema di non dover separare la coppia Ponch e Jon in quanto gli agenti CHiPs non lavorano quasi mai in coppia ma da soli.
Ponch resta sei anni su sei nel cast del telefilm e recita in quasi tutte le puntate, ad eccezione della prima parte della quinta serie (sette episodi) nella quale il personaggio fu sostituito da Steve McLeish (Bruce Jenner).

Ponch ha come identificativo chiamata Mary 4 (stagioni da 1 a 5, e nel FilmTV CHiPs '99) e Mary 6 (nella stagione 6 )

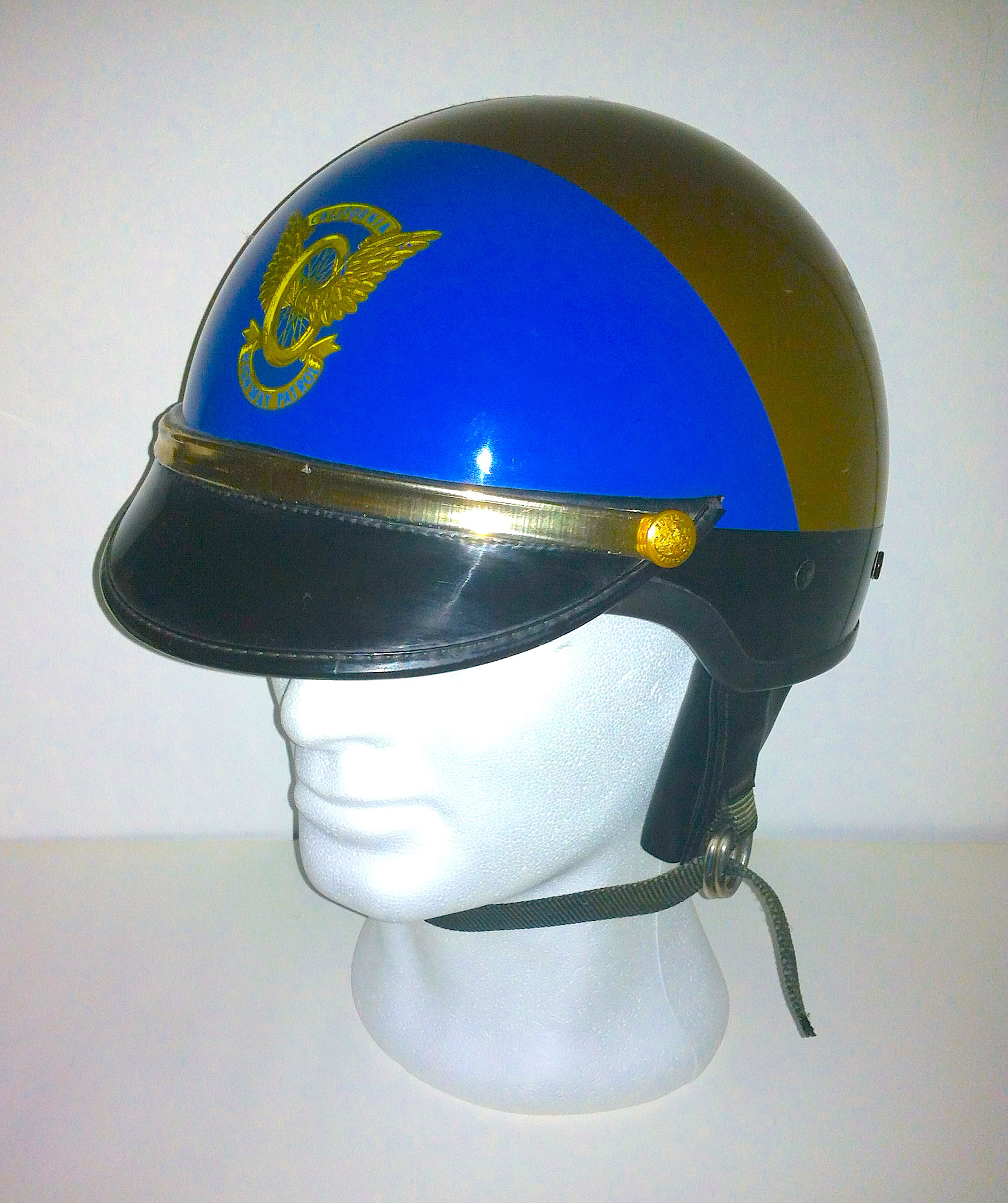
Casco da agente motociclista dell'epoca

### Jonathan Andrew "Jon" Baker
Jon Baker, interpretato da Larry Wilcox, compagno di Poncherello dalla prima alla quinta stagione, è un agente modello, anche perché le disgrazie capitano solitamente al suo compagno: puntuale, serio nel suo lavoro e Getraer ne è molto soddisfatto. Alcuni episodi fanno riferimento occasionalmente al servizio di Jon nella Guerra del Vietnam. Ciò rende il suo personaggio uno dei primi ritratti di un reduce del Vietnam in televisione. Larry Wilcox ha realmente servito 13 mesi in Vietnam come artigliere dei Marines.
Dopo l'abbandono di Steve McLeish, con il quale Baker aveva recitato all'inizio della quinta stagione, Larry Wilcox decise di lasciare la serie. Nonostante il loro abbinamento riuscito sullo schermo, Wilcox e Estrada non andavano sempre d'accordo davanti alla macchina da presa. Fu Wilcox ad abbandonare i produttori per quello che considerava un continuo favoritismo nei confronti di Estrada.
Jon ha come identificativo chiamata Mary 3 (stagioni da 1 a 5) e 79 Charles (nel FilmTV CHiPs '99)

### Robert "Bobby" "Hot Dog" Nelson
Bobby Nelson, interpretato da Tom Reilly, è il compagno di Ponch per quasi tutta la sesta serie.
Fu scelto nell'estate '82 tra 1.000 persone come successore di Jon che, come detto, lasciò il cast. Ciò durò solo per le prime quattro puntate: dalla quinta alla quindicesima puntata venne affiancato dal fratello Bruce. Tra la quindicesima e la sedicesima puntata avvenne un fatto unico nella storia di CHiPs: Tom Reilly fu arrestato dalla LAPD per guida in stato di ebbrezza. Cominciò da qui il declino del personaggio, che dalla ventesima puntata fu sostituito da Bruce come compagno di Ponch.
Nella settima serie Bobby sarebbe dovuto scomparire, sostituito definitivamente da Bruce, ma la settima stagione non venne mai realizzata.
Bobby ha come identificativo chiamata Mary 7 ( stagione 6 )

### Bruce Nelson
Bruce Nelson, interpretato da Bruce Penhall, è il fratello di Bobby per le ultime diciotto puntate del telefilm. È poco ricordato: comincia come cadetto all'accademia della California Highway Patrol (CHP) e diventa compagno di Ponch per le ultime tre puntate ("La coppia più veloce", "Il mostro del mare", "Il ritorno della pattuglia Brat"). È una di quelle persone che, se fossero entrate prima nel cast, avrebbero certamente lasciato il segno. Bruce si candidò a restare nella settima serie che, per un improvviso calo degli ascolti, non venne realizzata. Lo ritroviamo nel film del 1998 (CHiPs '99 ) come sergente del CHP.
Bruce ha come identificativo chiamata Mary 8 (stagione 6 ) e 79 S 10 ( nel FilmTV CHiPs '99 )

### Joseph "Joe" "Sarge" Getraer
Joseph Getraer, interpretato da Robert Pine, è il sergente a comando del turno in cui lavorano Ponch e Jon. Severo e integerrimo, è sempre pronto a difendere i suoi uomini con i superiori. Pine è sposato nella vita reale con Gwynne Gilford, attrice che interpreta Betty Getraer, moglie del sergente Getraer nel telefilm, ed è il padre dell'attore Chris Pine. Il personaggio interpretato da Robert Pine è l'unico ad apparire in ogni episodio della serie. Nel film del 1998 (CHiPs '99 ) il sergente ha scalato tutti i gradi del CHP, diventandone il capo (commissioner).
Getraer ha come identificativo chiamata S4 (S3 nella stagione 6 )

## Produzione
Secondo un articolo della Guida TV del 1998, il creatore della serie Rick Rosner era un riservista del Dipartimento dello sceriffo della contea di Los Angeles. Durante una pausa caffè in un turno di pattuglia serale a metà degli anni '70 vide due giovani agenti di pattuglia in motocicletta che gli diedero l'idea per questa serie.
Sebbene le scene più pericolose fossero girate dagli stuntman, Wilcox ed Estrada girarono molte scene con piccole acrobazie. Wilcox non riportò mai infortuni, mentre Estrada subì delle ferite diverse volte nel corso della serie. In particolare, rimase gravemente ferito in un incidente motociclistico durante le riprese di un episodio della terza stagione nell'agosto del 1979, fratturandosi varie costole ed entrambi i polsi. L'incidente e il conseguente ricovero in ospedale di Estrada furono incorporati nella trama della serie.
Prima di essere scelto nei CHiPs Estrada non aveva esperienza con le motociclette, quindi seguì un corso intensivo di otto settimane, imparando a guidare. Nel 2007 è stato rivelato che non possedeva una patente per motocicli al momento in cui la serie era in produzione.
Gli agenti in moto, contrariamente a quello che si può pensare, non erano mai in sella a delle Harley-Davidson. Soprattutto in quegli anni, infatti, la polizia statunitense aveva "tradito" il marchio americano. Le moto utilizzate, particolarmente iconiche della serie, erano infatti delle Kawasaki KZ in forza alla fine degli anni '70 alla polizia autostradale di Los Angeles. Nello specifico, i due protagonisti della serie guidavano delle KZ 900 nelle prime due stagioni e delle KZ 1000 nelle restanti annate del telefilm.

## Episodi
| Stagione         | Episodi | Prima TV USA | Prima TV Italia |
| ---------------- | ------- | ------------ | --------------- |
| Prima stagione   | 22      | 1977-1978    | 1981            |
| Seconda stagione | 23      | 1978-1979    |                 |
| Terza stagione   | 24      | 1979-1980    |                 |
| Quarta stagione  | 21      | 1980-1981    |                 |
| Quinta stagione  | 27      | 1981-1982    |                 |
| Sesta stagione   | 22      | 1982-1983    |                 |
| Film TV          | Film TV | 1998         |                 |

## Film TV
Nel 1998 è stato prodotto un film per la televisione, CHiPs '99, che ritrae i due poliziotti ormai non più giovani, ma sempre pronti a sfrecciare sulle loro motociclette, questa volta due BMW RT 1100-P nuove di zecca. Nel film ritroviamo molti dei vecchi personaggi:
Bruce è divenuto sergente, Grossman è un detective, Baricza e Ponch sono rimasti agenti, Getraer veste i panni di capo del CHP (commissioner) e Jon è capitano. Il film è stato diretto da Jon Cassar.

## Film
Nel settembre 2014, la Warner Bros. ha annunciato di aver ingaggiato Dax Shepard come regista, sceneggiatore ed attore per portare al cinema il film basato sulla serie televisiva; il ruolo di Jon Baker è stato assegnato allo stesso Shepard, mentre Frank "Ponch" Poncherello è interpretato dall'attore Michael Peña. Vincent D'Onofrio interpreta l'antagonista dei due agenti, un loro spietato collega corrotto a capo di una banda specializzata in assalti ai portavalori.